# Warcz (rodzaj ssaków)
Warcz (Bdeogale) – rodzaj ssaków z podrodziny Herpestinae w obrębie rodziny mangustowatych (Herpestidae).

## Rozmieszczenie geograficzne
Rodzaj obejmuje gatunki zamieszkujące lasy deszczowe środkowej i wschodniej Afryki.

## Morfologia
Długość ciała 40–65 cm, ogona 18–40 cm, tylnej łapy 7–11,5 cm, ucha 2–3,9 cm; masa ciała 1,3–4,8 kg.

## Systematyka
Rodzaj zdefiniował w 1850 roku niemiecki zoolog Wilhelm Peters w artykule bez tytułu opublikowanym na łamach Spenersche Zeitung. Peters nie wskazał gatunku typowego; gatunek typowy (późniejsze oznaczenie) Bdeogale crassicauda W.C.H. Peters, 1852 (warcz gruboogonowy).

### Etymologia
- Bdeogale (Beleogale): gr. βδεέιν bdeēin ‘śmierdzieć’; γαλεή galeē lub γαλή galē ‘łasica’[10].
- Galeriscus: rodzaj Galera Browne, 1789 (hirara); łac. przyrostek zdrabniający -iscus[11]. Gatunek typowy (oznaczenie monotypowe): Galeriscus jacksoni O. Thomas, 1894.

### Podział systematyczny
Do rodzaju należą następujące gatunki:
| Podrodzaj  | Grafika | Gatunek              | Autor i rok opisu   | Nazwa zwyczajowa   | Podgatunki         | Rozmieszczenie geograficzne | Podstawowe wymiary                            | Status IUCN |
| ---------- | ------- | -------------------- | ------------------- | ------------------ | ------------------ | --- | --------------------------------------------- | ----------- |
| Bdeogale   |         | Bdeogale crassicauda | W.C.H. Peters, 1852 | warcz gruboogonowy | 4 podgatunki       | Kenia (Lukenya Hill), Tanzania (w tym wyspa Zanzibar w archipelagu Zanzibar), południowo-wschodnia Demokratyczna Republika Konga, północna i wschodnia Zambia, Malawi, północny i środkowy Mozambik oraz północne Zimbabwe; niepotwierdzony w Jemenie; zakres wysokości: do 1850 m n.p.m. | DC: 38–45 cm DO: 22–28 cm MC: 1,1–2,1 kg      | LC          |
| Bdeogale   |         | Bdeogale omnivora    | E. Heller, 1913     | warcz nadbrzeżny   | gatunek monotypowy | przybrzeżne lasy Kenii i skrajnie północno-wschodniej Tanzanii; zakres wysokości: do 1700 m n.p.m. | DC: ok. 42 cm DO: około 24 cm MC: brak danych | VU          |
| Galeriscus |         | Bdeogale nigripes    | Pucheran, 1855      | warcz czarnołapy   | gatunek monotypowy | Afryka Środkowa w północno-wschodniej Nigerii, Kamerunie, Republice Środkowoafrykańskiej, Demokratycznej Republice Konga, Gwinei Równikowej, Gabonie i Kongu; niepewny w Angoli; zakres wysokości: do 1000 m n.p.m.                                                                       | DC: 45–65 cm DO: 29–40 cm MC: 2–4,8 kg        | LC          |
| Galeriscus |         | Bdeogale jacksoni    | (O. Thomas, 1894)   | warcz masajski     | gatunek monotypowy | Afryka Wschodnia w południowo-wschodniej Ugandzie, Kenii (Aberdare Range, góra Kenia) i Tanzanii (góry Udzungwa); zakres wysokości: do 3300 m n.p.m. | DC: 51–57 cm DO: 28–32 cm MC: 2–3 kg          | NT          |

Kategorie IUCN:  LC  – gatunek najmniejszej troski,  NT  – gatunek bliski zagrożenia,  VU  – gatunek narażony.